# Cozăreni, Chelmenți
Cozăreni (în ucraineană Козиряни, transliterat: Kozîreanî) este un sat reședință de comună în raionul Chelmenți din regiunea Cernăuți (Ucraina). Are 1,005 locuitori, preponderent ucraineni.
Satul este situat la o altitudine de 208 metri, în partea de sud-vest a raionului Chelmenți.

## Istorie
Localitatea Cozăreni a făcut parte încă de la înființare din Ținutul Hotinului a regiunii istorice Basarabia. Prima atestare documentară a satului datează din anul 1861, când făcea parte din Ocolul Nistrului de sus a Ținutului Hotin .
După Unirea Basarabiei cu România la 27 martie 1918, satul Cozăreni a făcut parte din componența României, în Plasa Chelmenți a județului Hotin. Pe atunci, majoritatea populației era formată din ruși. 
Ca urmare a Pactului Ribbentrop-Molotov (1939), Basarabia, Bucovina de Nord și Ținutul Herța au fost anexate de către URSS la 28 iunie 1940. După ce Basarabia a fost ocupată de sovietici, Stalin a dezmembrat-o în trei părți. Astfel, la 2 august 1940, a fost înființată RSS Moldovenească, iar părțile de sud (județele românești Cetatea Albă și Ismail) și de nord (județul Hotin) ale Basarabiei, precum și nordul Bucovinei și Ținutul Herța au fost alipite RSS Ucrainene. La 7 august 1940, a fost creată regiunea Cernăuți, prin alipirea părții de nord a Bucovinei cu Ținutul Herța și cu cea mai mare parte a județului Hotin din Basarabia .
În perioada 1941-1944, toate teritoriile anexate anterior de URSS au reintrat în componența României. Apoi, cele trei teritorii au fost reocupate de către URSS în anul 1944 și integrate în componența RSS Ucrainene, conform organizării teritoriale făcute de Stalin după anexarea din 1940, când Basarabia a fost ruptă în trei părți. 
Începând din anul 1991, satul Cozăreni face parte din raionul Chelmenți al regiunii Cernăuți din cadrul Ucrainei independente. Conform recensământului din 1989, numărul locuitorilor care s-au declarat români plus moldoveni era de 13 (1+12), reprezentând 0,20% din populație . În prezent, satul are 1.005 locuitori, preponderent ucraineni.

## Demografie
Componența lingvistică a comunei Cozăreni
     Ucraineană (99,6%)
     Alte limbi (0,4%)
Conform recensământului din 2001, majoritatea populației comunei Cozăreni era vorbitoare de ucraineană (99,6%), existând în minoritate și vorbitori de alte limbi.
1930: 1.102 (recensământ)
1989: 1.165 (recensământ)
2007: 1.005 (estimare)